# Shirley Bunnie Foy (60th Anniversary)
Albums de Shirley Bunnie Foy
A La Costa Sud
(2009)
Shirley Bunnie Foy (60th Anniversary) est un album de la chanteuse américaine Shirley Bunnie Foy.

## Description
Shirley Bunnie Foy (60th Anniversary) est un album hommage à la carrière de Shirley Bunnie Foy, publié par le label MAP Golden Jazz. L'album voit la participation des grands musiciens qui ont accompagnée Bunnie Foy pendant son long parcours musical : The Dell-Tones (en 1954), Archie Shepp, Tony Scott, Pino Presti, Lou Bennett, Franco Cerri, Jean-Sébastien Simonoviez, Pierre Franzino, et bien d'autres.

## Les titres
| No  | Titre                                      | Auteur                  | Durée |
| --- | ------------------------------------------ | ----------------------- | ----- |
| 1.  | Believe It                                 | The Dell-Tones          | 2:07  |
| 2.  | Watch What Happens                         | Demi - Legrand - Gimbel | 2:25  |
| 3.  | Sweet Pree                                 | Tony Scott              | 3:03  |
| 4.  | Just Tell It Like It Is                    | Shirley Bunnie Foy      | 4:19  |
| 5.  | Wipe Away The Evil                         | Horace Silver           | 2:33  |
| 6.  | Misery                                     | Tony Scott              | 4:57  |
| 7.  | It Don't Mean A Thing                      | Mills - Ellington       | 2:54  |
| 8.  | Ain't Necessarily So / Summertime (medley) | George Gershwin         | 4:21  |
| 9.  | Lester Leaps                               | Lester Young            | 4:24  |
| 10. | Tomorrow Night                             | Chiosso - Kramer        | 6:07  |
| 11. | Love Vibrations                            | Horace Silver           | 3:41  |
| 12. | A Sea Of Faces                             | Archie Shepp            | 5:15  |
| 13. | Harlem Town                                | S. B. Foy - G. Fabris   | 0:56  |
| 14. | L-O-V-E                                    | Bert Kaempfert          | 1:02  |
| 15. | Summertime                                 | George Gershwin         | 6:26  |
| 16. | When Sunny Gets Blue                       | Marvin - Fisher         | 3:38  |
| 17. | Ue Lé Lé                                   | Shirley Bunnie Foy      | 1:21  |

## Credits album

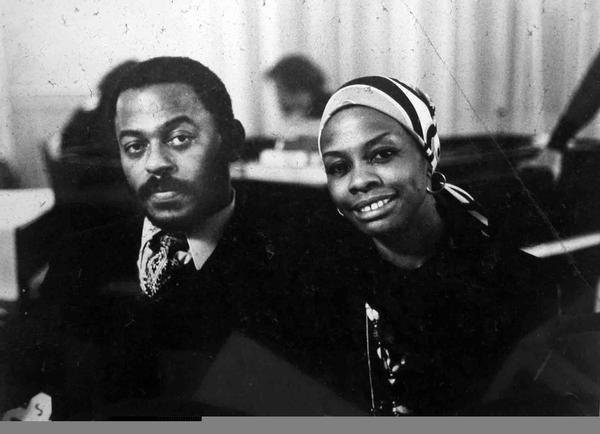
SHirley Bunnie Foy avec Archie Shepp en
A Sea of Faces

### Musiciens
- Shirley Bunnie Foy : Voix, Percussion

#### Guests
- The Dell-Tones (titre 1)
- Lou Bennett (titres 2, 5, 11)
- Tony Scott (titres 3, 4, 9, 10)
- Sonny Taylor (titres 6, 16, 17)
- Anthony Ange Franzino (titres 6, 17)
- Pierre Franzino (Titre 7)
- Franco Cerri (titres 9, 10)
- Stefano Cerri (titres 9, 10)
- Sante Palumbo (titres 8, 9)
- Archie Shepp (titre 12)
- Pino Presti (titre 13)
- Nicolas Viccaro (titre 13)
- Josh Fabris (titre 13)
- Jean-Sébastien Simonoviez (titre 15)

#### Production
- Pino Presti & Mad Of Jazz, Claudio Citarella
- Ingénieur du son : Thierry Scheffer
- Remastering : Pino Presti et Thierry Scheffer  (Nice, avril/mai 2013)
- Design : Daniele Muratori